# Rhinolophus silvestris
Rhinolophus silvestris är en fladdermusart som beskrevs av Paul Aellen 1959. Rhinolophus silvestris ingår i släktet Rhinolophus och familjen hästskonäsor. IUCN kategoriserar arten globalt som otillräckligt studerad. Inga underarter finns listade i Catalogue of Life.
Arten förekommer i centrala Afrika i Gabon och Kongo-Brazzaville. Den lever främst i fuktiga skogar i låglandet. Individerna vilar bland annat i grottor och bildar där flockar med upp till 20 medlemmar.